# Hidaspiteri
Hydaspitherium és un gènere extint de giràfid que visqué durant el Miocè superior. Els giràfids estan representats en el Miocè tardà per els grans xivateris com els Xivateris, els Bramateris, els hel·ladoteris i els hidaspiteris. L'única espècie coneguda d'aquest últim gènere, H. megacephalum, es coneix per les restes de la formació Dhok Pathan, al Pakistan.
S'arribaren a classificar fins a quatre espècies diferents d'hidaspiteri fa més d'un segle, però es conclogué que les diferències trobades podien ser explicades per dimorfisme sexual i variabilitat intraespècie: H. birmanicum (Pilgrim 1910) es basava en una molar superior. H. grande (Lydekker 1878) i H. magnum (Pilgrim 1910) són lleugerament més grans que H. megacephalum i la variació en la dentició no és suficient com per a diferenciar-les en diferents espècies. H. megacephalum i H. grande, de mida superior, es consideraven també espècies diferenciades fins a la descoberta recent de noves restes.